# Pio XII (kommun)
Pio XII är en kommun i Brasilien.   Den ligger i delstaten Maranhão, i den nordöstra delen av landet, 1 400 km norr om huvudstaden Brasília. Antalet invånare är 22 016.
Följande samhällen finns i Pio XII:
- Pio XII

Omgivningarna runt Pio XII är huvudsakligen savann. Runt Pio XII är det ganska glesbefolkat, med 40 invånare per kvadratkilometer.